# Eliyahu M. Goldratt
Eliyahu Moshe Goldratt (Mandato Britânico da Palestina, 31 de março de 1947 - 11 de junho de 2011) foi um físico israelita que se tornou consultor de administração e um dos proponentes da Teoria das restrições.  Ele afirmava usar o método científico para resolver os problemas das organizações.
Foi o autor de vários livros escritos em estilo de novela, abordando temas como logística de produção, logística de distribuição, planejamento estratégico, contabilidade, gerenciamento de projetos, finanças, marketing, tecnologia da informação, entre outros.
O seu livro "A Meta" introduz aspectos da contabilidade e da produtividade criando um novo enfoque de análise chamado "Mundo do Ganho" em oposição ao chamado "Mundo do Custo".  É considerado uma obra importante no campo da melhoria da produtividade e de toda decisão gerencial focada na lucratividade.
Foi quem primeiro falou sobre a Síndrome do Estudante em seu livro intitulado Critical Chain.

## Obras
- A Meta - The Goal
- Não É Sorte - It's Not Luck
- Corrente Crítica - Critical Chain
- Necessária Mas Não Suficiente - Necessary But Not Sufficient